# Líté
Líté település Csehországban, a Észak-plzeňi járásban. Líté Horní Bělá, Dolní Bělá, Manětín, Hvozd, Loza és Dražeň településekkel határos. Lakosainak száma 208 fő (2024. január 1.).

## Népesség
A település lakosságának változását az alábbi diagram mutatja:
| Lakosok száma | 284  | 355  | 345  | 262  | 238  | 203  | 212  | 194  | 209  | 208  |
|               | 1869 | 1900 | 1921 | 1961 | 1980 | 2011 | 2016 | 2019 | 2021 | 2024 |